# Ruta Provincial 24 (Córdoba)

## Generalidades
La Ruta Provincial 24 es una breve vía de comunicación de casi 100 km de extensión, que se encuentra en el sur de la provincia de Córdoba en la República Argentina. Es de jurisdicción provincial, se encuentra totalmente asfaltada y tiene orientación oeste - este.

Es vía de comunicación obligada para el transporte de mercancías de origen agrícola de la región. Esta ruta finaliza al intersecar la  RP 4 , en cercanías de la región conocida como Bañados de la Amarga.

## Localidades
A lo largo de sus casi 100 km, esta ruta atraviesa los centros urbanos que se detallan a continuación. Ninguno de ellos es cabecera de departamento. Entre paréntesis, figuran los datos de población. No se encontraron datos oficiales para las localidades con la leyenda s/d.
- Departamento Río Cuarto: San Basilio: 3.225, Carolina: 165, Adelia María: 7.739, Monte de los Gauchos: 694.
- Departamento Juárez Celman: Pavín: s/d, Huanchilla: 1.147, El Rastreador: 85.

## Recorrido
|  | CONTgq | ABZq+lr | CONTfq |  |

|  |  | BHF |

|  | WASSERq | WBRÜCKE1 | WASSERq |  |

|  |  | BHF |

|  | CONTgq | TEEeq |  |  |

|  |  | TEEaq | CONTfq |  |

|  |  | BHF |

|  |  | STR |

|  | GRZq | STR+GRZq | GRZq |  |

|  |  | STR |

|  |  | BHF |

|  |  | BHF |

|  | CONTgq | SHI4gl+lq | CONTfq |  |

## Nota
1. ↑   El kilometraje fue tomado del amojonado en ruta. En caso de ausencia de los mismos, se calculó según información disponible en Internet, o verificación in situ .
2. ↑   Datos oficiales según Dirección de Estadísticas y censos del Gobierno de la Provincia de Córdoba, año 2010 Según datos INDEC